# Lijnbaansgracht 63-65
Lijnbaansgracht 63-65/Westerstraat 327-405 is een complex in Amsterdam-Centrum op de zuidelijke hoek Lijnbaansgracht en Westerstraat.
Hier stond al eeuwen bebouwing, maar deze verkrotte in de 19e eeuw in toenemende mate. Tegelijkertijd was er een enorme vraag naar goedkope arbeiders- en huurwoningen. Jurist Henrick S. van Lennep kocht dit terrein op en liet er tweeënzeventig woningen neerzetten, die later opgingen in Bouwmaatschappij Concordia NV. Architect van het complex was Pieter Johannes Hamer. Even ten oosten van het complex kwam een nieuwe serie arbeiderswoninkjes aan een hofje Westerstraat 215-295/Anjeliersstraat, dat benoemd werd tot rijksmonument.
Sinds de bouw is het complex steeds in andere handen overgegaan, in 2017 zijn ze eigendom van Ymere. Het complex is dan diverse keren gerenoveerd. In 2006 benoemde de gemeente Amsterdam het complex tot gemeentelijk monument.